# Ofra Harnoy
Ofra Harnoy (Hadera, 31 gennaio 1965) è una violoncellista canadese.

## Biografia
Nata in Israele, emigrò con la famiglia nel 1971 a Toronto, Canada, suo padre è Jacob Harnoy. All'età di sei anni iniziò ad interessarsi di violoncello, ed ebbe come maestri Vladimir Orloff, William Pleeth, Pierre Fournier, Jacqueline du Pré e Mstislav Rostropovich.
All'età di dieci anni fece la sua prima esibizione come solista in un'orchestra, mentre si esibì al pubblico in un concerto da solista per la prima volta al Carnegie Hall nel 1982.

## Riconoscimenti
- Juno Awards, anni 1987 e 1988 Best Classical Album